# Svatý Salvius
Svatý Salvius († 3. století) byl křesťanský mučedník.

## Hagiografie
O tomto mučedníkovi se zmiňuje svatý Augustin, který pronesl kázání obyvatelům Kartága při příležitosti výročí jeho smrti.
Byl mladým křesťanem žijícím v římské provincii Afrika. Byl to muž hluboké víry a velké odvahy. Při pronásledování křesťanů byl postaven před soudce, který jej přesvědčoval, aby se vzdal své víry. Salvius odmítl, a proto byl odsouzen k smrti stětím.
Svatý Augustin, který byl jeho přítelem, ho popisuje jako slavného mučedníka.
Jeho svátek je připomínán 11. ledna.